# Przełęcz pod Chłopkiem (Masyw Śnieżnika)
Przełęcz pod Chłopkiem  – przełęcz (733 m n.p.m.) w południowo-zachodniej Polsce, w Sudetach Wschodnich, w Masywie Śnieżnika w paśmie Krowiarek.

## Położenie i opis
Przełęcz położona jest w południowo-wschodniej części pasma Krowiarek, około 3 km na południowy zachód od centrum miejscowości Stronie Śląskie.
Przełęcz stanowi rozległe, wyraźne, głębokie siodło, o łagodnych zboczach i podejściach, wcinające się w zmetamorfizowane skały węglanowe bocznego grzbietu pasma Krowiarek, oddzielając wzniesienia Wilczyniec (877 m n.p.m.) i Chłopek (778 m n.p.m.). Obszar otoczenia przełęczy oraz podejścia porasta las świerkowy regla dolnego z domieszką drzew liściastych. Na przełęczy znajduje się węzeł dróg leśnych.

## Ciekawostki
- Przełęcz nosi nazwę od wzniesienia o tej samej nazwie wznoszącego się po północno-wschodniej stronie przełęczy.
- Na północno-wschodnim skrzydle przełęczy, u podnóża wzniesienia Chłopek, znajduje się wyrobisko kamieniołomu[1].

## Turystyka
Przez przełęcz prowadzą szlaki turystyczne:
- zielony - fragment szlaku prowadzący ze Stronia Śl.  na Przełęcz Puchaczówka i dalej.
- czerwony - fragment szlaku prowadzący ze Złotego Stoku przez Przełęcz Puchaczówka na Śnieżnik i dalej.